# الحالة الصحية الأساسية
الحالة الصحية الأساسية (يو أتش سي) هي حركة جماعية للتغيير في صناعة التلفزيون في المملكة المتحدة أسسها جاك ثورن وجينيفيف بار وكيتي بلاير وهولي لوبران.
هم مجموعة من المبدعين وطاقم فني من ذوي الإعاقة وغير المعاقين على الشاشة وخارجها يعملون حاليًا في صناعة التلفزيون. كما يدافعون عن النموذج الاجتماعي للإعاقة.
في أغسطس 2021 أعلن ثورن عن إنشاء مجموعة الضغط خلال محاضرة ماكتاغارت وفي مهرجان إدنبرة الدولي للتلفزيون. خلال المحاضرة وصف ثورن التلفزيون بأنه "صندوق التعاطف" لكنه قال إن "التلفزيون قد خذل الأشخاص ذوي الإعاقة. تمامًا وبوجه كامل".
في اليوم العالمي للأمم المتحدة للأشخاص ذوي الإعاقة في ديسمبر 2021 نشرت المجموعة تقريرًا بعنوان "الجميع نسيوا المراحيض" والذي كتب بالتعاون مع شبكة التنوع الإبداعي وتريبل سي ومجتمع شبكات الفنانين ذوي الإعاقة (دانك) والصم والمعوقون في التلفزيون (دي دي بيه تي في) وتحالف 1إن4 واكتسب تغطية دولية من صناعات الشاشة على مستوى العالم.
أجرت مؤسسة الحالة الصحية الأساسية استطلاعًا لـ 72 استوديو تلفزيوني ومقدمي مرافق في جميع أنحاء المملكة المتحدة على مدار 6 أشهر. حيث استجاب 45.85% فقط ممن اتصلوا بهم وخلال إطلاق "الجميع نسي المراحيض" كشفت يو أتش سي عن نتائجها بما في ذلك اكتشاف وجود عربة عسل واحدة فقط متاحة بالكامل للإيجار في جميع أنحاء المملكة المتحدة بالإضافة إلى توصياتها للتغيير والتي تتضمن إدخال سطر في كل ميزانية تلفزيونية عالية الجودة (هي تي في) للتعديلات المعقولة وإنشاء صندوق للمستقلين ذوي الإعاقة وتدريب وتوظيف منسقي إمكانية الوصول وإنشاء صندوق للاستوديوهات والمرافق. كما تعد القناة الرابعة أول هيئة بث رئيسية في المملكة المتحدة تلتزم بإصدار إرشادات "الصناعة أولاً" الموصى بها من يو أتش سي وفي مارس 2022 أعلنت شركة سكرينسكلز أنها ستقوم بتدريب 12 منسق إمكانية الوصول بحلول نهاية العام.
يو أتش سي هي جزء من تحالف التغيير إلى جانب بي بي سي وتشنل 4 وآي تي في وسكاي يو كيه وفياكوم سي بي اس وإس تي في وإنجلترا الإبداعية وجمعية السينما والتلفزيون الخيرية ويو كي تي في وبيكتو والمديرين في المملكة المتحدة ودبليو أف تي في وتحيا الشرطة والجماعية التلفزيونية وقائمة الوحدة وباكت وشارك وظيفتي في التلفاز.
في أغسطس 2022 انضمت 9 من أكبر هيئات البث في المملكة المتحدة وهي بي بي سي وتشنل 4 وصور باراماونت وأمازون استوديو وبريتبوكس وآي تي في وسكاي ويو كيه تي في و ديزني + إلى يو أتش سي ودانك ودي دي بيه تي في وسي دي أن وتحالف منتجي السينما والتلفزيون في إطلاق مشروع تي في أكسيس في مهرجان إدنبرة الدولي للتلفزيون. قال ماكس جولدبارت في ديدلاين هوليوود: "إن المبادرة الرائدة عبر الصناعات هي" مخطط للتخلص من مشاكل إمكانية الوصول المروعة في القطاع" بقيادة رئيسة قسم المحتوى في بي بي سي شارلوت مور. توضح تاب أن مقدمي الاستوديوهات والمرافق الذين يستوفون إرشاداتهم سيمنحوهم الأولوية من هيئات البث الأعضاء عند النظر في اللجان الجديدة في المملكة المتحدة.